# Cetechovice
Cetechovice jsou obec v okrese Kroměříž ve Zlínském kraji, 17 km jihozápadně od Kroměříže a na severozápadním úpatí pohoří Chřiby. Obec leží na silnici II/432 a protéká jí potok Kotojedka. Žije zde 200 obyvatel. Od roku 2002 je členem Dobrovolného svazku obcí Koryčanska a Zdounecka se sídlem ve Zdounkách.

## Název
Původní podoba jména vsi byla Cětochovice a byla založena na osobním jménu Cětoch, domácké podobě jména Cětorad nebo Cětolub (v jejich první části bylo obsaženo cěta - "peniz, mince"). Výchozí tvar Cětochovici byl pojmenováním obyvatel vesnice a znamenal "Cětochovi lidé".

## Historie
První písemná zmínka o obci pochází z roku 1131 (Cetohouicih). Původně patřila kostelu spytihněvskému. V letech 1220-1250 patřila k panství velehradskému, následně Smilu ze Zbraslavi a Střílek, který ji roku 1261 daroval cisterciáckému klášteru Smilheim ve Vizovicích. V letech 1302–1320 se psal Ondřej z Cetechovic, jenž získal obec neznámo jak. V dalších letech se majitelé rychle střídali. Od 15. do 17. století mělo cetechovické panství vlastní hrdelní soud, ale právní naučení bralo z královského města Uherské Hradiště.

## Obyvatelstvo

### Struktura
Vývoj počtu obyvatel za celou obec i za jeho jednotlivé části uvádí tabulka níže, ve které se zobrazuje i příslušnost jednotlivých částí k obci či následné odtržení.
| Místní části   | Místní části     | 1869 | 1880 | 1890 | 1900 | 1910 | 1921 | 1930 | 1950 | 1961 | 1970 | 1980 | 1991 | 2001 | 2011 |
| -------------- | ---------------- | ---- | ---- | ---- | ---- | ---- | ---- | ---- | ---- | ---- | ---- | ---- | ---- | ---- | ---- |
| Počet obyvatel | část Cetechovice | 528  | 600  | 587  | 566  | 564  | 581  | 547  | 406  | 400  | 365  | 305  | 246  | 226  | 189  |
| Počet domů     | část Cetechovice | 96   | 111  | 114  | 113  | 113  | 117  | 123  | 126  | 107  | 98   | 89   | 112  | 109  | 109  |

## Pamětihodnosti

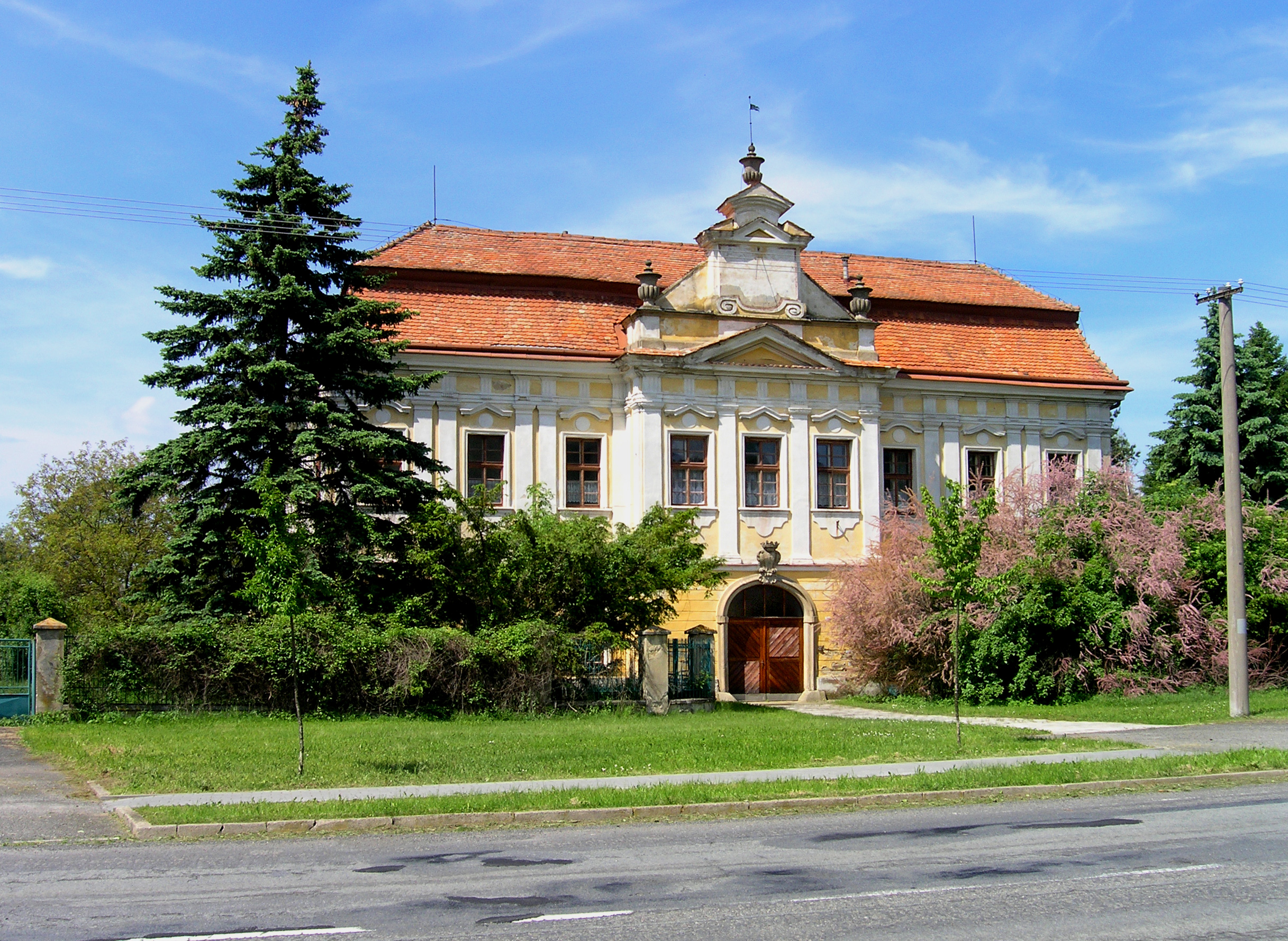
Zámek Cetechovice

- Zámek Cetechovice, barokní stavba na místě bývalé tvrze připomínané roku 1481. Současná podoba pochází z přestavby v letech 1731–1738.
- Kostel Navštívení Panny Marie
- Socha svatého Jana Nepomuckého na návsi
- Kříž

## Osobnosti
- František Nábělek (1852–1915) český pedagog, fyzik a astronom, místní rodák

## Cetechovický mramor
Východně od obce jsou pozůstatky lomů, ve kterých se dříve těžil Cetechovický mramor, celistvý i brekciovitý svrchnějurský (oxford) vápenec, který byl světle šedý, světle žlutý a červený až hnědý a ve své době si vysloužil značnou proslulost. Lámal se prokazatelně už v r. 1650. Byly z něj vyrobeny portály a veřeje kroměřížského zámku, oltáře pro kostel Sv. Jakuba v Brně, mariánský morový sloup v Uherske Hradišti, ale i mnohé krby a jiná zařízení šlechtických domů ve Vídni. Je z něj vytvořeno velké množství kostelů, náhrobků a oltářů na Hané a moravském Slovácku kupř. barokní křtitelnice v Koryčanech zhotovena italskými kameníky.